# ورق‌های بازی

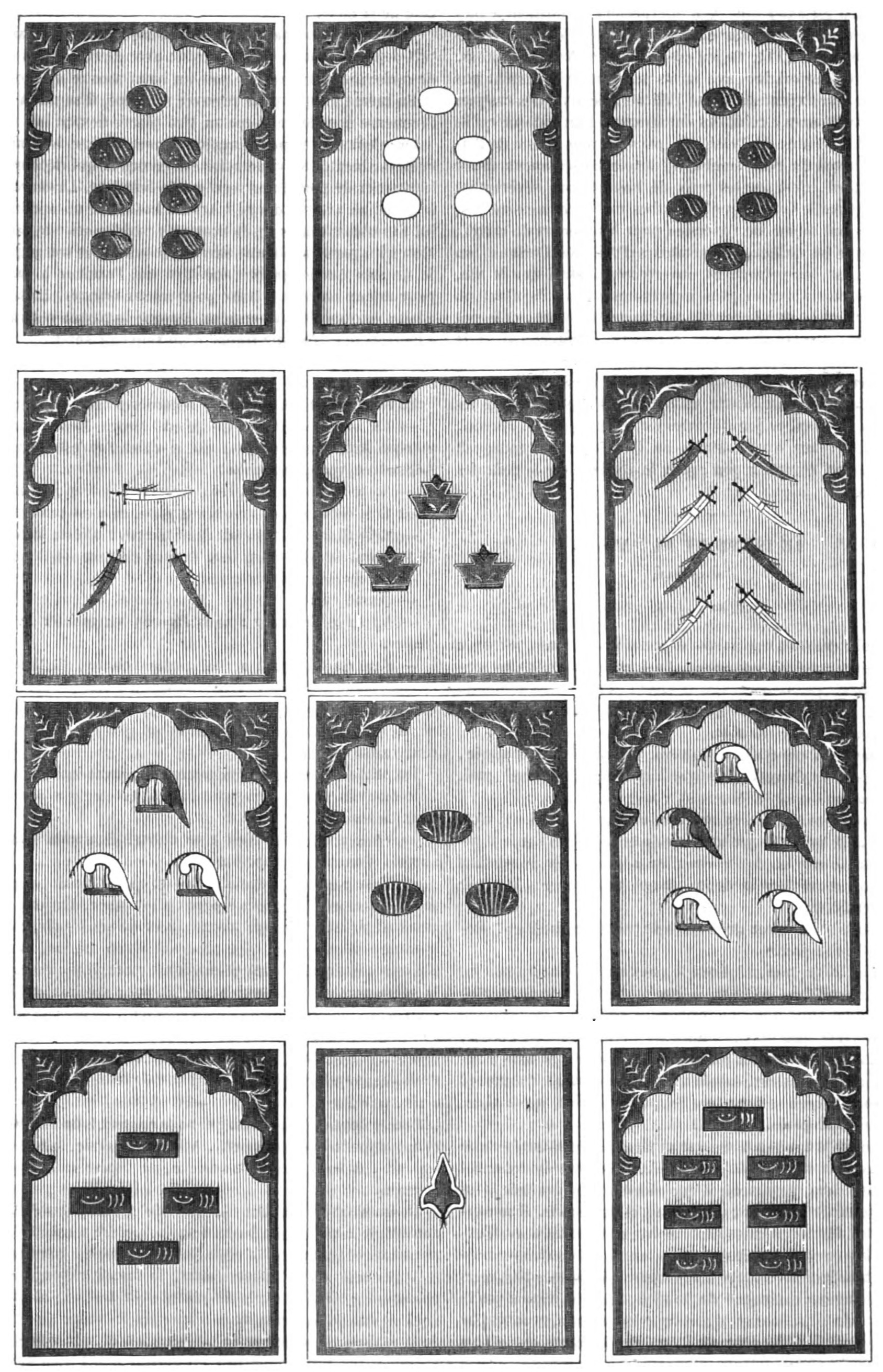
ورق بازی سنتی ایران به نام گنجفه

یک کارت یا ورقِ بازی، کارتی از جنس‌های مخصوص اعم از کاغذ گلاسه، کاغذ سنگین، مقوای نازک یا کاغذ با روکش پلاستیکی است که با نقوش متمایزی مشخص شده‌اند. اغلب قسمت جلویی (روی) و پشت هر کارت دارای پوشش است. آنها بیشتر برای بازی ورق و همچنین در تردستی، پرتاب کارت یا خانه‌های ورق استفاده می‌شوند. کارت‌ها نیز ممکن است برای کلکسیون جمع‌آوری شوند. کارت‌های بازی معمولاً برای جابجایی راحت به اندازه کف دست هستند و معمولاً با هم در یک مجموعه به عنوان یک دسته کارت یا بسته کارت فروخته می‌شوند.

## ورقِ بازی در ایران باستان
پیش از مرسوم شدن ورقِ بازی به‌شیوهٔ امروزی در ایران، نوعی بازیِ ورق به نام گنجفه در این سرزمین مرسوم بوده است. گنجفه به احتمال زیاد در قرن شانزدهم و در دربار صفویان پدید آمده و از آنجا به هندوستان راه یافته است. با توجه به شباهت‌های ساختاری گنجفه و ورقِ بازی اروپایی، این دو مسلماً از هم تأثیر پذیرفته‌اند، هرچند که جهت این تأثیر به‌درستی معلوم نمی‌باشد.
در ایران بازی با ورق، به‌دلیل نهی شدن آن توسط اسلام به‌عنوان آلت قمار، جرم شمرده می‌شود. با این‌وجود بازی با ورق همچنان محبوبیّت خود را در بین مردم حفظ کرده است، چنان‌که ورقِ بازی در ردهٔ ۱۶ام فهرست بیشترین کالاهای قاچاق شده در سال ۱۳۸۳، پس از مواد مخدر و قبل از ارز قرار گرفته است.

## نمونه ورق‌ها
| نام   | دل یا لال  | خشت          | پیک یا قره | گشنیز یا خاج  |
| ----- | ---------- | ------------ | ---------- | ------------- |
| آس    | A of heart | A of diamond | A of spade | A of club     |
| شاه   | شارل       | ژولیوس سزار  | داوود      | اسکندر مقدونی |
| بی‌بی  | جودیت      | راحل         | آتنا       | آرژین         |
| سرباز | لاهایر     | هکتور        | اوژیر      | لانسلوت       |